# El Carrizal, Culiacán
El Carrizal är en ort i Mexiko.   Den ligger i kommunen Culiacán och delstaten Sinaloa, i den västra delen av landet, 1 000 km nordväst om huvudstaden Mexico City. El Carrizal ligger 77 meter över havet och antalet invånare är 322.
Terrängen runt El Carrizal är platt. Runt El Carrizal är det mycket glesbefolkat, med 6 invånare per kvadratkilometer. Närmaste större samhälle är Villa de Costa Rica, 14,1 km väster om El Carrizal. I omgivningarna runt El Carrizal växer huvudsakligen savannskog.